# Tristichopterus alatus
Il tristicottero (Tristichopterus alatus) è un pesce osseo estinto, appartenente ai sarcotterigi. Visse nel Devoniano medio (Givetiano, circa 387 milioni di anni fa) e i suoi resti fossili sono stati ritrovati in Gran Bretagna.

## Descrizione
Questo pesce era di medie dimensioni e solitamente non superava i 30 centimetri di lunghezza. Possedeva un corpo slanciato e allungato, mentre la testa era stretta e gli occhi erano piccoli; l'apertura boccale era ampia. Erano presenti due pinne dorsali, entrambe in posizione molto arretrata; la pinna anale e le pinne pelviche erano opposte alle due dorsali, ed erano leggermemte più lunghe e appuntite. Le pinne pettorali erano strette e lunghe, leggermente più grandi. La pinna caudale era trilobata, e tutti e tre i lobi erano di eguale lunghezza. Il corpo di Tristichopterus era ricoperto da scaglie più o meno arrotondate, disposte in modo simile alle tegole di un tetto.

## Classificazione
Tristichopterus alatus venne descritto per la prima volta nel 1861 da Egerton, sulla base di fossili ritrovati in terreni del Devoniano medio delle isole Orcadi e delle isole Shetland in Scozia. Tristichopterus è il genere eponimo e anche il più basale fra i membri dei tristicotteridi, un gruppo di pesci sarcotterigi vicini all'origine dei tetrapodi. Tra le caratteristiche primitive di Tristichopterus vi sono una pinna caudale leggermente asimmetrica (ma pur sempre trilobata come le forme successive quali Eusthenopteron), la piccola taglia e il muso smussato; tutte queste caratteristiche lo rendevano piuttosto simile ad altri sarcotterigi più arcaici come Osteolepis e Gyroptychius. Altre caratteristiche, tuttavia, erano più derivate: la perdita di cosmina sulle scaglie, una divisione autopalatina allungata sull'entopterigoide e la presenza di una coda trilobata. 

## Paleobiologia
Tristichopterus era un pesce attivo, che predava piccoli pesci e altri animali grazie a movimenti rapidi del corpo. 